# جوزيبي باريزي

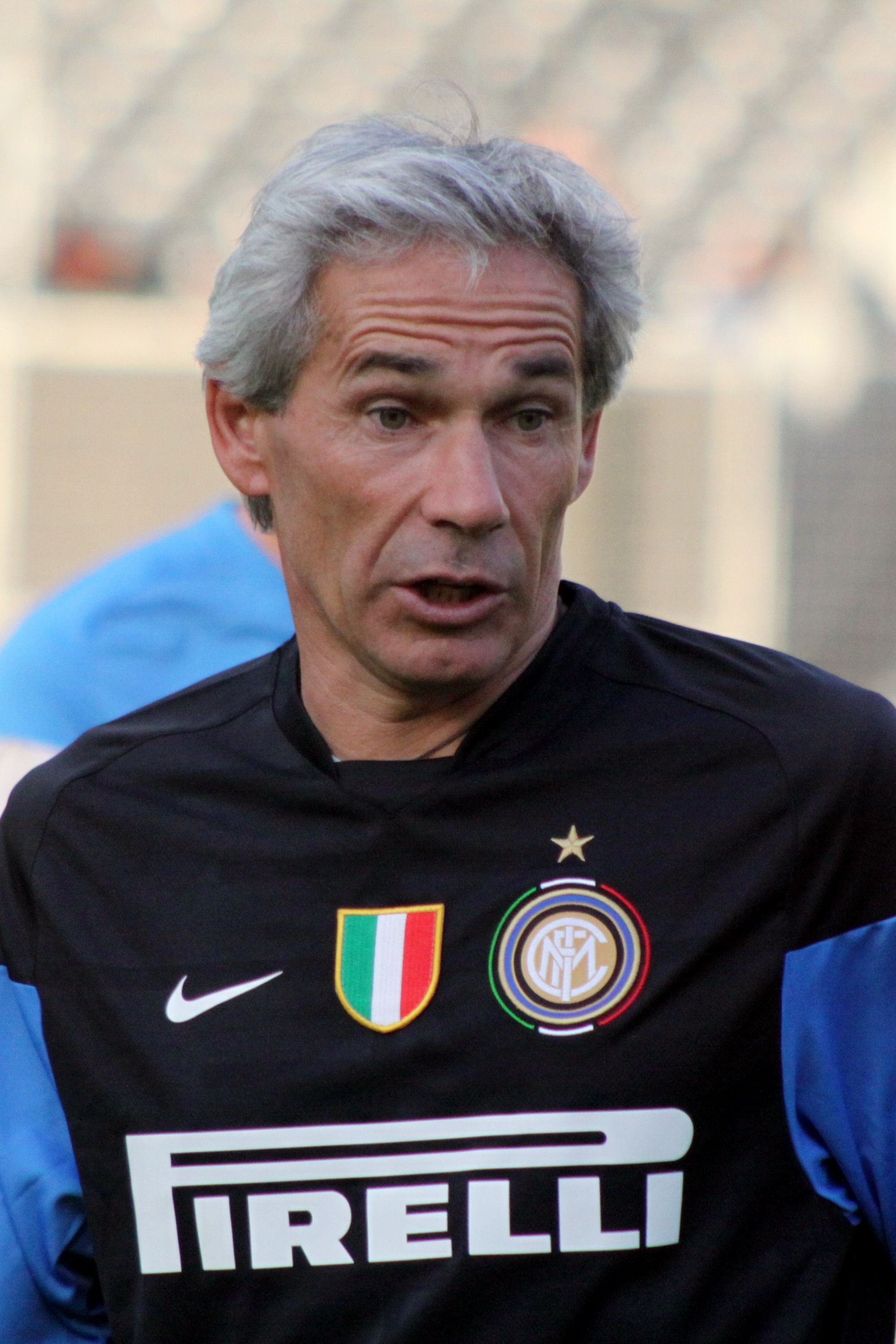

جوزيبي باريزي (Giuseppe Baresi) (ترافالياتو بمقاطعة بريشا، 7 فبراير 1958) في وهو أخ اللاعب الإيطالي الشهير فرانكو باريزي.
لعب في نادي إنتر ميلان واستطاع أن يلعب مع إنتر ميلان 559 مباراة وسجل 13 هدف.
لعب لمنتخب إيطاليا لكرة القدم في كأس الأمم الأوروبية لكرة القدم 1980 وبطولة كأس العالم لكرة القدم 1986.
منذ عام 2008 وهو مساعد مدرب نادي إنتر ميلان.

## مسيرته الكروية
لعب جوزيبي باريزي خلال مسيرته الاحترافية مع ناديين في سبعة عشر موسمًا وسجل خلالها 10 أهداف ضمن 465 مباراة. حيث فاز في موسمين بالكأس وفي موسمين بالدوري.
خاض جوزيبي باريزي مسيرته مع نادي إنتر ميلان في موسم 1977–78 ليلعب معه خمسة عشر موسمًا، مشاركًا في 392 مباراة سجل خلالها 10 أهداف. ثم انتقل إلى نادي مودينا في موسم 1992–93 ولمدة موسمين، حيث شارك في 73 مباراة ولم يسجل أي هدف.

## روابط خارجية
- جوزيبي باريزي على موقع الاتحاد الدولي (مؤرشف)  (الإنجليزية)
- جوزيبي باريزي على موقع قاعدة بيانات كرة القدم.إي يو (الإنجليزية)
- جوزيبي باريزي على موقع ناشيونال فوتبول تيمز (الإنجليزية)
- جوزيبي باريزي على موقع عالم كرة القدم.نت (الإنجليزية)
- جوزيبي باريزي على موقع كووورة